# Kodavere
Kodavere (Duits: Koddafer) is een plaats in de Estlandse gemeente Peipsiääre, provincie Tartumaa. De plaats heeft de status van dorp (Estisch: küla) en telt 34 inwoners (2021). In 2000 had het dorp nog 63 inwoners.
Tot in oktober 2017 hoorde Kodavere bij de gemeente Pala. In die maand werd Pala bij de gemeente Peipsiääre gevoegd.
Kodavere ligt aan het Peipusmeer. De Tugimaantee 43, de secundaire weg van Aovere via Kallaste naar Kasepää, loopt langs het dorp.

## Geschiedenis
De plaats werd voor het eerst genoemd in 1443, hetzelfde jaar als de parochie, onder de naam Kotever. Toen had de plaats al een houten kerk. In 1582 heette het dorp Kohawer, in 1796 Koddafer. De parochie omvatte het noordelijk deel van de huidige gemeente Peipsiääre en de zuidpunt van de huidige gemeente Mustvee. Kodavere behoorde voor een deel tot de bezittingen van de plaatselijke kerk en lag voor een ander deel op het landgoed van Kadrina.
In de 16e eeuw vestigden zich Russen en Woten in Kodavere. De nieuwkomers gingen op in de plaatselijke bevolking. Tussen 1688 en 1924 had Kodavere een eigen parochieschool. Jakob en Juhan Liiv behoorden tot de leerlingen.
Archeologische opgravingen hebben resten blootgelegd van een kerkhof dat moet zijn aangelegd rond 1220, vermoedelijk bij een kerk. Deze stond op een andere plaats, maar wel in de buurt van de huidige kerk. Het kerkhof lag op een vroegere crematieplaats. Het kerkhof was in gebruik tot rond 1600. Het aantal begrafenissen nam tegen die tijd sterk af, wat waarschijnlijk samenhangt met de ontvolking door de Lijflandse Oorlog. In 1773 kreeg de plaats een nieuw kerkhof. Het is niet bekend waar mensen in de tussenliggende periode werden begraven. Het kerkhof deed dienst tot in 1922, toen weer een nieuw kerkhof in gebruik werd genomen, en heet sindsdien het ‘oude kerkhof’.
Bij de gemeentelijke herindeling van 1977 werd het zuidelijke buurdorp Tedreküla bij Kodavere gevoegd. In november 2017 vroegen de inwoners van het vroegere dorp Tedreküla of hun dorp kon worden hersteld. De twee inwoners van Pärsikivi, een dorpje tussen Tedreküla en Kallaste, wilden zich aansluiten. In februari 2018 ging de gemeenteraad van Peipsiääre daarmee akkoord en in oktober 2019 was het nieuwe dorp Tedreküla, als samenvoeging van het vroegere Tedreküla en Pärsikivi, een feit.

## De kerk
De kerk van Kodavere (Estisch: Kodavere Püha Mihkli kirik) is aangesloten bij de Estische Evangelisch-Lutherse Kerk. Ze is gewijd aan de aartsengel Michaël. De eerste, houten kerk is vermoedelijk al gebouwd rond 1220, kort na de verovering van het gebied door de Orde van de Zwaardbroeders. In 1627 werd een nieuwe kerk gebouwd op de plaats van de oude, die vermoedelijk werd vernield tijdens de Lijflandse Oorlog. De nieuwe kerk werd vernield tijdens de Grote Noordse Oorlog. In 1730 werd weer een nieuwe kerk gebouwd, nu op een andere plaats. In de jaren 1775-1777 werd de huidige, stenen kerk gebouwd op de plaats van de vroegere houten kerk. De kerk van Alatskivi was oorspronkelijk een bijkerk van de kerk in Kodavere.

## Foto's

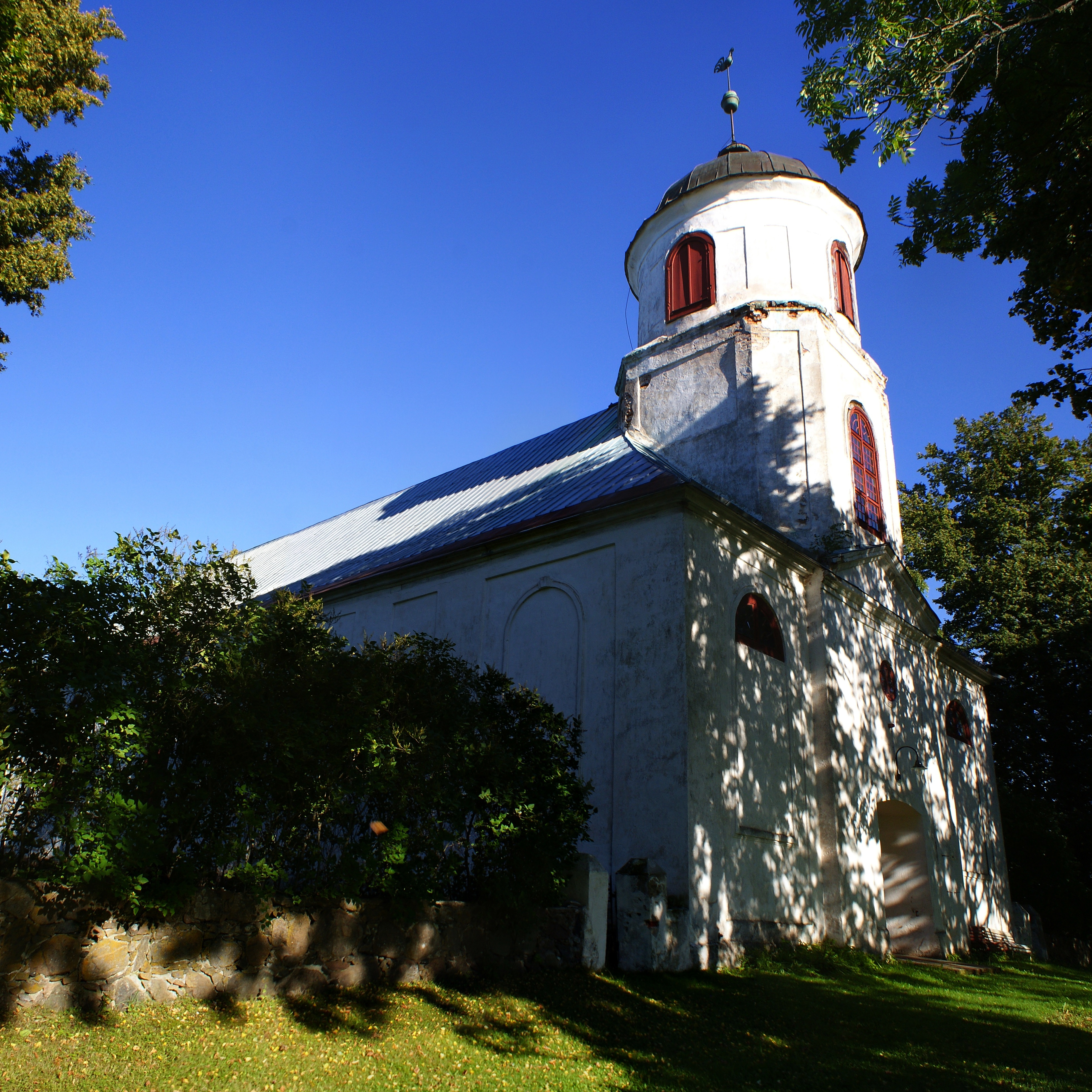
De kerk van Kodavere
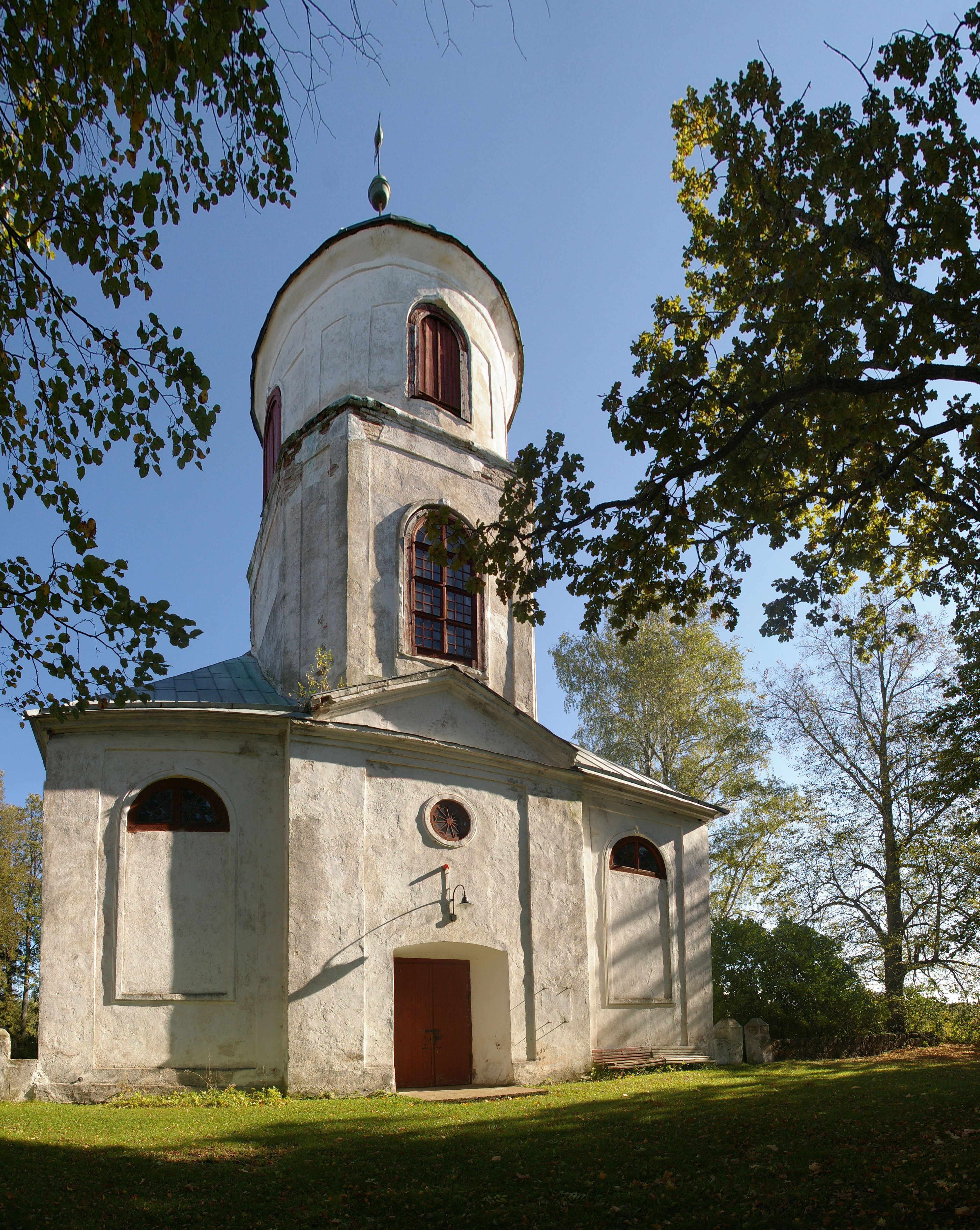
Vooraanzicht